# Mindset E-Motion
O E-Motion é o primeiro protótipo apresentado pela empresa suíça Mindset. Tem motor híbrido elétrico e é equipado com baterias de íon de lítio